# 곡란중학교
곡란중학교는 대한민국 경기도 군포시 산본동에 있는 공립 중학교이다.

## 학교 연혁
- 1994년 2월 28일 : 곡란중학교 설립 인가
- 1994년 9월 1일 : 곡란중학교 개교
- 1994년 9월 1일 : 초대 권오수 교장 취임
- 1995년 3월 2일 : 신입생 7학급 입학
- 1996년 2월 15일 : 제1회 졸업식(117명 졸업)
- 2002년 5월 28일 : 체육관 및 학생급식소 준공
- 2023년 3월 2일 : 제9대 신인수 교장 부임
- 2023년 12월 20일 : 제29회 졸업식(125명 졸업)
- 2024년 3월 4일 : 신입생 4학급(86명 입학)

## 참고 자료
- 곡란중학교 - 한국교육학술정보원 학교알리미